# Hertha Olivet
Hertha Marie Olivet, född 18 mars 1904 i Rothehutte, Tyskland, död 15 mars 1987 i Lidingö församling i Stockholms län, var en svensk teckningslärare och konstnär (tecknare och grafiker), känd som Nyckelviksskolans grundare. Hon var dotter till bergsrådet George Theodore Constatin Olivet och Bertha Maginot.
Olivet bedrev konststudier vid Konstfackskolan i Kassel 1920–1926 och för professor Johannes Itten i Prag 1926–1928 och vid Max Dungerts ateljé i Berlin 1928–1936; samtidigt studerade hon konsthistoria vid universitetet i Berlin 1926–1936.
Olivet kom som flykting till Sverige under andra världskriget. Hon hade separatutställningar i Linköping 1946, Stockholm 1949 och 1952, i Helsingfors 1950 samt i Paris 1951 och upprepade gånger i Gävle och Falun. Hon deltog i Sveriges allmänna konstförenings utställning vid Liljevalchs konsthall i Stockholm 1951.
Hon målade företrädesvis landskap och stilleben i akvarell, oftast i stora format, men även oljemålningar, teckningar och linoleumsnitt.
Som konstpedagog undervisade hon vid Nääs och på barnträdgårdslärarseminarierna i Uppsala och Örebro samt vid Nyckelviksskolan som hon grundade 1955.
Först använde hon sin egen ateljé på Torsvikssvängen på Lidingö innan skolan kunde flytta till egna lokaler 1959. 
Olivet finns representerad vid Gävle museum, Nationalmuseum och Statens hantverksinstitut i Stockholm.